# Emberiza godlewskii
Emberiza godlewskii là một loài chim trong họ Emberizidae.

## Hình ảnh

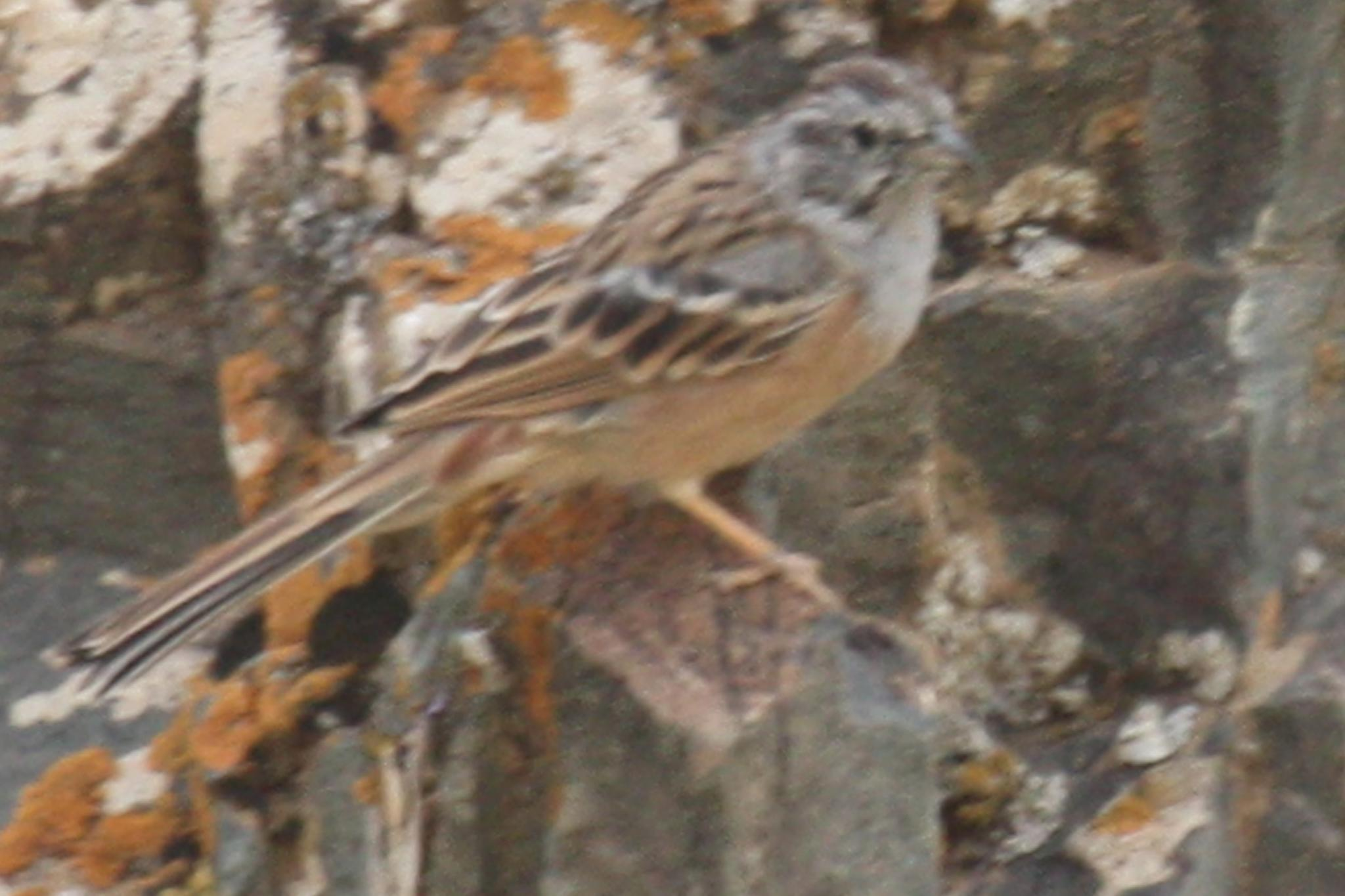
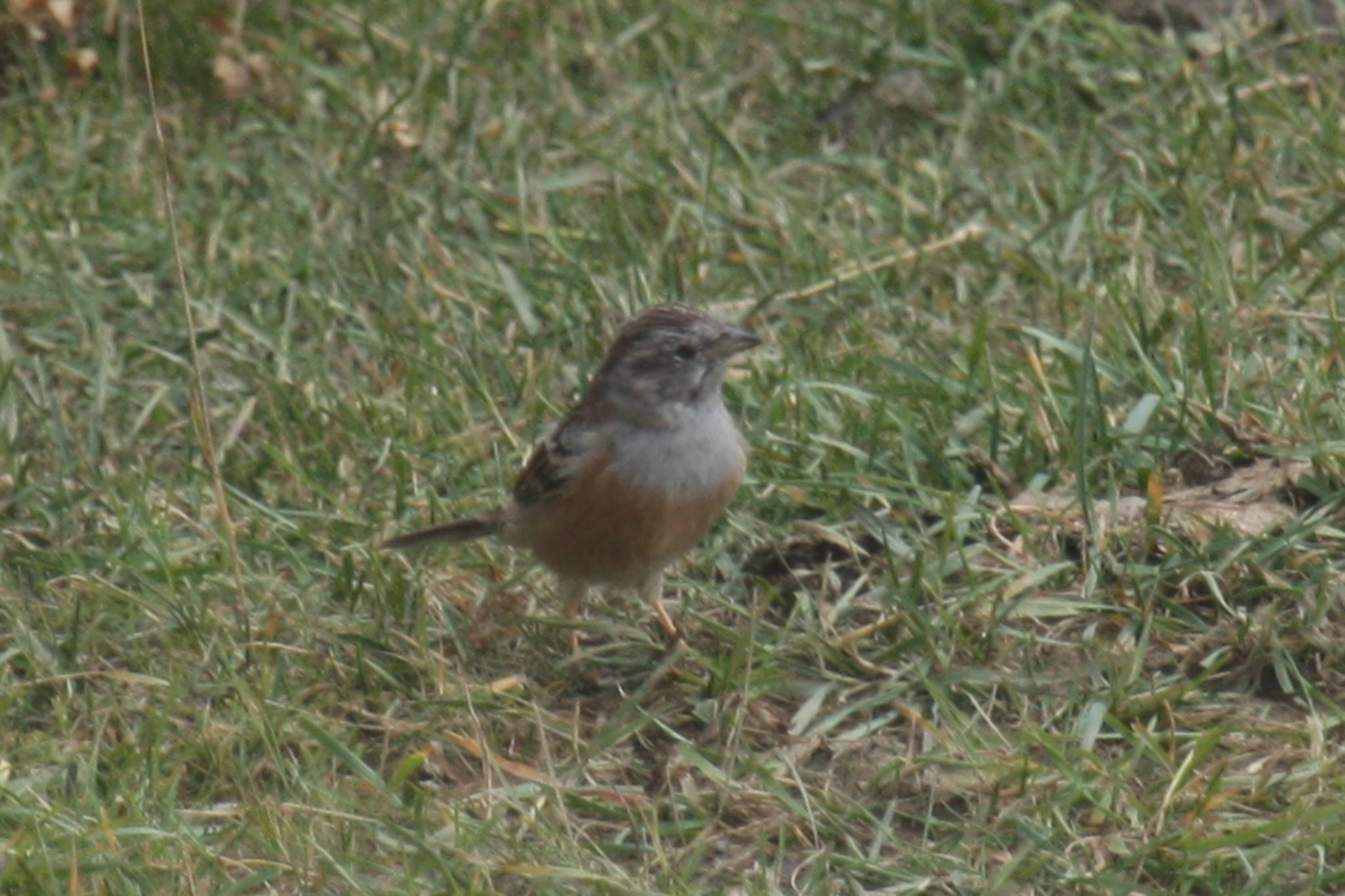